# Pierre Cot
Pour les articles homonymes, voir Cot.
Pierre Jules Cot, né le 20 novembre 1895 à Grenoble (Isère) et mort le 21 août 1977 à Coise-Saint-Jean-Pied-Gauthier (Savoie), est un homme politique français.

## Biographie

### Origines
Pierre Cot descend d’une lignée savoyarde d’hommes de loi et de propriétaires terriens du côté de son père, et de petits industriels du côté de sa mère. Son père et son grand-père s’affirment comme catholiques et républicains et, dans cette ambiance, se définissent ses premières activités politiques d’étudiant à la faculté de droit de Grenoble : il est un militant actif à l’Association catholique de la Jeunesse française (ACJF).

### Première Guerre mondiale
Il fait toute la guerre au front, et il est nommé chevalier de la Légion d’honneur pour sa bravoure, en juin 1920, avec l’état de service suivant : « Jeune officier qui s’est signalé par sa crânerie et son sang-froid, toujours volontaire pour les missions les plus périlleuses, cinq citations ».

### Formation
Pensionnaire de la Fondation Thiers, docteur en droit en 1920, il est premier secrétaire de la Conférence du stage des avocats à la Cour et deuxième secrétaire à la Conférence du stage des avocats au Conseil d'État et à la Cour de cassation en 1921.
Reçu premier à l’agrégation de droit public en novembre 1922, à 27 ans, il est nommé professeur à l’université de Rennes.

### Un engagement politique au centre-droit, puis à gauche
Il est remarqué par Raymond Poincaré qui l’appelle comme jurisconsulte au ministère des Affaires étrangères. Il milite dans un nouveau petit mouvement politique, formé à l'automne 1923, la Ligue de la Jeune France républicaine, qui appuie le programme de Poincaré. Ses animateurs sont proches de l'Alliance démocratique. C'est pourquoi il est candidat aux élections législatives de 1924, sur une liste de ce parti de centre-droit, dans les Hautes-Alpes.
Vaincu à Gap, il amorce une évolution politique progressive vers la gauche. Il est élu, en 1928, député de Savoie sous l'étiquette radicale, après avoir un temps rejoint le Parti républicain-socialiste.

### Un «Jeune Turc» du Parti radical
Pierre Cot est très actif dans le mouvement « Jeune Turc » au sein du Parti radical, dès la fin des années 1920. Il s'affirme comme l'un des meilleurs orateurs de la Chambre des députés, une « grande voix ». Député, il siège à la Commission des affaires étrangères, à celle d'Alsace-Lorraine, à celle du suffrage universel, à celle de l'aéronautique civile, commerciale, militaire, maritime et coloniale. Il s'intéresse à de nombreux problèmes : le pacte général de renonciation à la guerre (1929), la liberté individuelle (1929), les accords internationaux (1930), l'acte général d'arbitrage (1930), la mise en chantier des unités comprises dans la tranche du programme naval (1931), les entreprises de navigation aérienne (1931) et l'outillage national (1931).
Sa carrière ministérielle commence en décembre 1932 lorsqu'il devient sous-secrétaire d'État aux Affaires étrangères dans le gouvernement Paul-Boncour.

### Ministre de l'Air de laIIIeRépublique

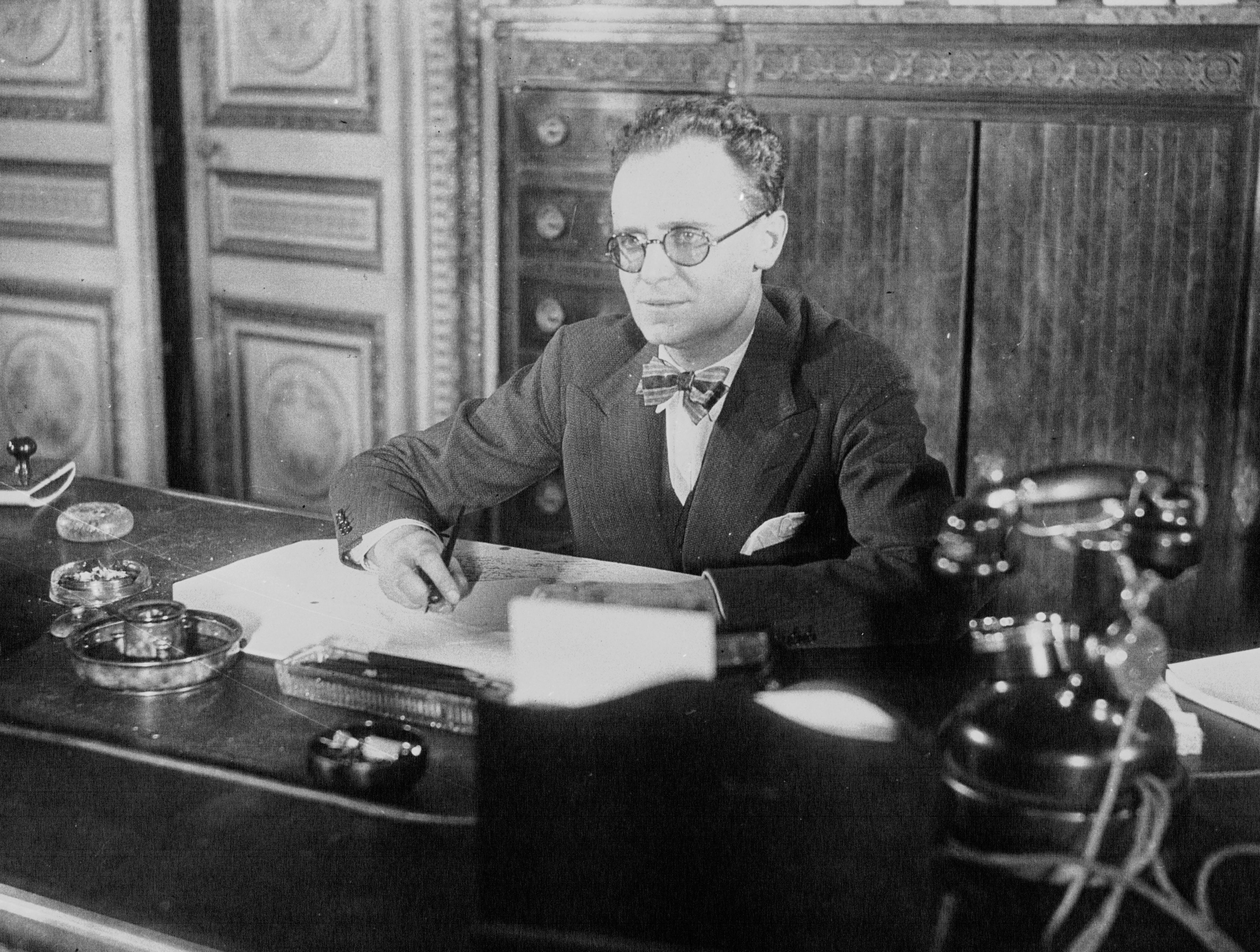
Pierre Cot, ministre de l'Air (1933).

En janvier 1933, Édouard Daladier le nomme ministre de l'Air, nouveau ministère promis à un riche avenir. Passant son brevet, il pilote régulièrement lui-même son avion officiel.
Invité par le ministre soviétique des Affaires étrangères Maxime Litvinov, il se rend du 12 au 22 septembre 1933 en URSS pour une mission diplomatique et d'étude de l'aviation du pays. Il se lance également avec fougue dans la promotion de l'aviation française, tandis que sous son impulsion l'État veille à la réorganisation de l'aéronautique civile.
Le 7 octobre 1933, il prononce, lors d'une cérémonie au Bourget, un discours marquant la naissance d'Air France, une société d'économie mixte issue de la fusion des principales anciennes compagnies aériennes. Forcé d'abandonner ce portefeuille ministériel après les émeutes du 6 février 1934, il le retrouve en 1936 dans le gouvernement de Léon Blum sous le Front populaire.
Pierre Cot s'attache aussi à développer l'aviation populaire. Membre du comité d'honneur de l'Association juridique internationale, il se consacre alors principalement à la nationalisation des industries aéronautiques.
En 1936, il est le fondateur, avec Philip J. Noel-Baker, du Rassemblement universel pour la paix.

### Nationalisation de l'industrie aéronautique française
À cette époque, alors que se précisent les menaces nazie et fasciste ainsi que les prémices de la guerre en Europe, l'industrie aéronautique française n'a plus du tout la position dominante qui était la sienne vingt ans auparavant, au sortir de la guerre de 14-18. C'est un assemblage hétéroclite d'entreprises de tailles diverses qui ne disposent pas des moyens industriels de produire en grande série les avions de guerre moderne équivalents aux appareils allemands comme le Messerschmitt Bf 109 qui assure en Espagne la domination de la Légion Condor et in fine la victoire de Franco.
Très logiquement, Pierre Cot souhaite fusionner toutes ces entreprises en les regroupant après nationalisation dans des conglomérats possédant la taille critique pour assurer la recherche, le développement et l'industrialisation d'avions modernes et performants. Toutefois, il doit combattre sur deux fronts : sans surprise, sur le front industriel, les différents patrons des entreprises concernées (Amiot, Marcel Bloch, Wibault, CAMS, Blériot, Latécoère, Morane-Saulnier Hanriot, Lioré et Olivier, Farman etc.) font tout pour conserver le contrôle de leurs entreprises et surtout de leurs bureaux d'études (il s'agit souvent d'ingénieurs-constructeurs, qui ont été des pionniers de l'aviation). Le plus virulent d'entre eux est le charismatique Émile Dewoitine, aux opinions marquées à droite et dont le style de gestion brutal le fait surnommer « Mimile-bras-de-fer » par ses ouvriers. C'est lui qui développe le meilleur prototype d'avion de chasse, le Dewoitine D.520 que certains journalistes surnomment le « Spitfire français ».
Plus délicat encore, sur le front gouvernemental, Pierre Cot n'a pas les mains libres. Si l'appui de Blum lui est acquis, Vincent Auriol plaide pour des nationalisations partielles et insiste pour que les dirigeants des entreprises concernées restent à la tête des bureaux d'étude. Il en résulte un compromis assez boiteux : création de six sociétés nationales regroupées par grandes régions : SNCASO, SNCAO, SNCASE, SNCAN, SNCAM, SNCAC, dont le capital n'est nationalisé qu'à 66 %, les patrons ingénieurs conservant la tête des bureaux d'étude et une large autonomie. Un bureau d'études et de réalisation de prototypes l'Arsenal de l'aéronautique est également créé, qui étudie des avions innovants mais arrive trop tard quand la guerre éclate.
À défaut de pouvoir nationaliser les principaux motoristes (Gnôme et Rhône et Hispano-suiza), il doit se limiter à la nationalisation partielle de l'usine Lorraine, pour créer la Société Nationale de Construction de Moteurs : SNCM. Par ailleurs, est créée une société française d'Exploitation du Matériel Hispano Suiza, dont l’État détient 51% des parts, et le ministère prend une participation symbolique au capital de Gnome et Rhône.
En novembre 1937, Pierre Cot passe un contrat avec Pratt & Whitney en vue de la construction sous licence de ses moteurs Twin Wasp et Twin Hornet. Ce projet se heurtant à une vive opposition et à diverses difficultés industrielles, ne devait pas aboutir avant l’armistice.
Conscient de la nécessité de former des pilotes et ayant connaissance de l'embrigadement des Jeunesses hitlériennes dans des clubs de vol à voile, Pierre Cot lance les clubs d'aviation au sein des entreprises pour mettre le pilotage à la portée des ouvriers : l'Aviation Populaire, dont les Sections délivreront durant cette période environ 5 000 brevets de pilote. Le futur as de l'escadrille Normandie-Niemen, Marcel Albert, métallo chez Renault, est un exemple emblématique de cette promotion sociale, mais l'Armée de l'Air se montre réticente à cet afflux de sang neuf dans un recrutement traditionnellement élitiste et consent, au mieux, à confier à ces « bleus » des tâches annexes de mitrailleur ou d'observateur.
Pierre Cot devait être vivement critiqué à l'occasion de l'échec des avions français, devancés par les Italiens dans la course Istres-Damas-Paris (en), et laisse à son directeur de cabinet civil, Jean Moulin, la tâche désagréable de remettre à ces aviateurs, dont le propre fils de Mussolini, le prix de trois millions, doté par le Ministère.
Au total, si l'action, très contrariée, de Pierre Cot ne parvient pas à doter la France d'avions assez performants au moment de la débâcle de 1940 (l'avion de chasse standard était alors le médiocre Morane-Saulnier MS.406, proie facile pour les chasseurs allemands), sa démarche portait le germe des grandes réalisations aéronautiques françaises de l'après-guerre et ouvrait la voie à la création de l'Aérospatiale, puis d'Airbus.

### La guerre d'Espagne et les accords de Munich
Après la décision du gouvernement français de ne pas intervenir en Espagne, Pierre Cot organise, avec l’accord tacite de Léon Blum, président du Conseil, une aide clandestine aux Républicains espagnols,. Par une organisation dissimulée à l'opinion publique, il fait parvenir au gouvernement espagnol républicain des avions officiellement destinés à l'armée de l'air française.
Il est l'un des rares hommes politiques hostiles aux accords de Munich.
Jean Moulin est alors son chef de cabinet.
Puis éclate la guerre de 1939 et survient la défaite française de juin 1940.

### L'exil aux États-Unis (1940-1943)
Pierre Cot ne s’incline pas devant l’armistice de juin 1940 et gagne Londres le 17 juin. Il n'y est pas jugé bienvenu par le général de Gaulle, qui le juge trop proche des communistes,. Il ne peut pas prendre part au vote du 10 juillet 1940, à Vichy, de la loi constitutionnelle sur les pouvoirs constituants demandés par le maréchal Pétain : il se trouve alors en Angleterre.
Il rejoint les États-Unis où, pendant son séjour, il est reçu par le président Roosevelt.
Il est déchu de la nationalité française le 23 juillet 1940 puis mis en accusation par la Cour suprême de justice de Riom le 6 septembre 1940. Ses biens sont confisqués par le régime de Vichy.
Il s'attache, comme il le fera toute sa vie, à démontrer que, contrairement aux allégations de Vichy, l'aviation n'est pas responsable de la défaite. Il dénonce rétrospectivement l'insuffisance des moyens alloués à celle-ci et les erreurs stratégiques qui y ont conduit.

### Membre de l'Assemblée consultative provisoire
Après l’entrée dans la guerre de l’Afrique française en 1942 et la formation du gouvernement provisoire d’Alger, Pierre Cot entre à l’Assemblée consultative provisoire où il est admis le 25 novembre 1943 au titre de parlementaire. Il est également membre de celle de Paris à partir du 8 novembre 1944 au titre du parti radical-socialiste.
En cette qualité, il s’intéresse à l’organisation des pouvoirs publics en France (1944), au traité d’alliance et d’assistance mutuelle franco-soviétique de Moscou (1944), à la nullité des actes de spoliation accomplis par l’ennemi ou sous son contrôle (1945), à tous les débats financiers (1945), à l’éducation, au recrutement et au statut de certaines catégories de fonctionnaires (1945), à l’âge de l’électorat et de l’éligibilité (1945).
De Gaulle l'envoie en mission en URSS (mars-juillet 1944).

### Rapporteur général du premier projet de Constitution de 1946
Élu député de la Savoie à la première assemblée constituante, en octobre 1945, il est nommé rapporteur général du projet de Constitution, qui est rejeté par référendum le 5 mai.

### IVeetVeRépubliques: compagnon de route du Parti communiste
Il devient un compagnon de route du Parti communiste français après la guerre, tentant ainsi un retour politique. Sous la Quatrième République, il est une des têtes de file de l'Union progressiste, agglomérat de petits partis issus de la Résistance et proches du Parti communiste. Il est cité comme témoin de moralité par l'hebdomadaire communiste Les Lettres françaises dans le procès Kravchenko en 1949. Il déclare à cette occasion qu'en URSS « beaucoup de choses ne vont pas si mal qu'on le dit » et qualifie le livre de Victor Kravchenko de « peinture unilatérale » présentant « certaines vérités particulières seulement » pour en faire « un tableau de mensonges ». Il est membre de l’association des Amis de l'URSS depuis 1935 puis de France-URSS.
Il est également, après-guerre, membre du bureau directeur du Mouvement de la paix, où il milite pour un « neutralisme actif » dans le contexte de Guerre froide. En 1954, il reçoit le prix Staline international pour la paix.
Il quitte sa circonscription de Savoie, tout en demeurant maire de son village de Coise-Saint-Jean-Pied-Gauthier. Il est élu député du Rhône en 1951 et 1956. Battu lors des élections législatives de 1958, il est réélu député de Paris, dans le 13e arrondissement, en 1967, comme candidat unique de la gauche.
Défait après Mai 68, lors des élections législatives de juin, il quitte la vie politique active mais continue à intervenir dans la vie publique, notamment pour défendre le principe d'une candidature unique de la gauche à l'élection présidentielle de 1974.

## Une rumeur contestée: Pierre Cot, «agent soviétique»

### Les origines de la rumeur
La violence des attaques de la droite contre Pierre Cot a été grande après le 6 février 1934 puis au temps du Front populaire, témoignant d'une haine dont seul Léon Blum connut l'équivalent. Elle s'est traduite notamment par des accusations allant jusqu'à faire de lui un agent de Moscou. Il est accusé par la presse de droite, dès 1936, d'avoir livré à l'URSS, sans contrepartie, des armements perfectionnés mis au point par la France.
Cette mise en cause a été renouvelée en 1987 par Peter Wright, ancien du Security Service (MI5) britannique, dans son ouvrage Spycatcher, puis à partir de 1992, par le journaliste Thierry Wolton. Celui-ci affirme que Jean Moulin, ancien directeur de cabinet et ami intime de Cot, aurait été lui-même secrètement inféodé à l'URSS. Selon Wolton, les documents dits « Venona », rendus publics par les services secrets américains à la fin des années 1990, auraient confirmé que Pierre Cot était, depuis les États-Unis, où il s’était réfugié, en rapport direct avec les services soviétiques, allant jusqu’à leur offrir de travailler pour eux. Toujours selon Wolton, il aurait été recruté à New York par le NKVD sous le pseudonyme de « Daedalus » et aurait accepté ensuite des fonctions de la part de De Gaulle sur l’incitation de Moscou. Par ailleurs, selon Christopher Andrew et Oleg Gordievsky, Walter Krivitsky, officier supérieur de l'INO (département de renseignement étranger de la Tchéka/GPU qui donna naissance au premier directoire général du KGB) désigne Pierre Cot comme agent soviétique après sa défection en 1937 ; cependant, ses révélations suscitent peu d'intérêt à l'époque.

### La réfutation de la rumeur
Cette thèse a été démentie par de nombreux historiens pour qui elle ne se fonde sur rien de solide, à l'instar de Pierre Vidal-Naquet,, d'Antoine Prost, de François Bédarida ou de Jean-Pierre Azéma. Jugeant « ces procédés d'insinuation […] immondes », Jacques Julliard écrit en 1996 que « Pierre Cot, belle intelligence et beau courage, a été un stalinien pendant toute la fin de sa vie », tout en précisant qu'il n'a « jamais cru un instant qu'il fût un agent soviétique ».

#### Avant-guerre
Dans son activité de co-président du Rassemblement universel pour la paix, créé avant le Front populaire, où se rejoignaient communistes, socialistes et démocrates-chrétiens, Pierre Cot a certes fréquenté Louis Dolivet, ancien agent du Komintern et André Labarthe, chef de cabinet du sous-secrétaire d'État à l'Air et probable agent soviétique, Henry Andraud, à partir de juin 1937, qui, passé après la défaite à Londres puis aux États-Unis, affirmera plus tard avoir été un agent soviétique depuis 1935. Toutefois, ces éléments, pas plus que les révélations supposées de Walter Krivitsky, ancien résident du NKVD aux Pays-Bas passé à l'Ouest en 1937, ne permettent, selon l'historienne Sabine Jansen, d'affirmer que Pierre Cot était un agent au service des Soviétiques.

#### Pendant la guerre
Arrivé aux États-Unis, en août 1940, Pierre Cot se met en relation à la fois avec les autorités américaines et avec l’ambassade de l'URSS à Washington par l’intermédiaire du secrétaire général du parti communiste américain, Earl Browder. Trace est restée de ces contacts dans les archives soviétiques et, par ricochet, américaines.
Une commission réunissant plusieurs historiens (Serge Berstein, Robert Frank, Sabine Jansen et Nicolas Werth) publie en 1995 un rapport, à la demande de la famille de Pierre Cot. La commission repousse nettement ces accusations « au vu des documents qu'elle a pu consulter ». Dans sa thèse de doctorat publiée en 2002, Jansen rappelle que tous les interlocuteurs de l’ambassade étaient, dans les télégrammes diplomatiques, affublés d’un pseudonyme et que Pierre Cot, éloigné des pouvoirs, n’avait aucune information politique à fournir, autre que des analyses générales.
Elle conclut : « faire de lui un agent du NKVD, autrement dit, selon la définition admise, un individu qui agit sous la direction d’un service de renseignement afin d’obtenir ou d’aider à obtenir des informations pour les besoins de ce service ? Non ». « […] Ses contacts avec les membres des services de renseignements s’expliquent par la volonté, non dénuée de naïveté, d’infléchir les choix de Staline et de l’inciter à basculer dans le camp anti-hitlérien. Mais les sources accessibles n’en font pas un espion à la solde de Staline. En aucune façon il ne se conçoit ni ne se comporte en agent au service d’une puissance étrangère. Il est au service de la France et ni son patriotisme ni sa probité foncière ne peuvent être mis en doute. C’est un rôle public qu’il recherche ».
Les messages « Venona » des services de renseignement soviétiques ont été déclassifiés entre 1995 et 1997. Dans sa notice biographique rédigée à partir de 2009 dans le dictionnaire Maitron, Sabine Jansen écrit : « un télégramme daté du 1er juillet 1942, émanant de Moscou et destiné au consulat soviétique à New York, fait mention d’un engagement de Pierre Cot (en anglais, le mot utilisé "the signing on" est celui normalement usité lorsqu’un homme entre au service d’une puissance étrangère) sous le pseudonyme de "Dédale" (Daedalus) ». Par la suite, des rapports de Pierre Cot sont adressés à Moscou par le consulat : ils concernent l'activité du Comité français de Libération nationale et les perspectives politiques dans la France libérée. « Il reste difficile toutefois d’apprécier la nature et la portée de cette collaboration en raison du caractère incomplet des sources concernées (sur les 2 600 messages expédiés de New York à Moscou en 1942 et 1943, seuls 223 ont pu être décryptés) ».

#### Après-guerre
Le journaliste Thierry Wolton fait encore grief à Pierre Cot d’avoir été un informateur régulier de l’ambassade d’URSS après 1945. Il considère comme une activité de renseignement des contacts entretenus par des acteurs politiques avec les ambassades étrangères à Paris. Selon Sabine Jansen, bien d’autres fréquentèrent celle-ci et y eurent des conversations politiques, même si le soutien durable et fidèle de Pierre Cot au Parti communiste était destiné à l’y faire spécialement bien accueillir et écouter.
En résumé de sa notice, Sabine Jansen conclut : « En dépit de l’apparence heurtée de la carrière de Pierre Cot, de la droite catholique à l’extrême gauche marxiste en passant par le radicalisme, son itinéraire recèle des constantes profondes. La passion des responsabilités publiques, un pacifisme viscéral et la quête d’un compromis politique et social l’ont toujours animé ».

## Vie familiale
Il est le père de Jean-Pierre Cot, ancien ministre, professeur de droit, juge au Tribunal international du droit de la mer.

## Fonctions gouvernementales
- Sous-Secrétaire d’État aux Affaires étrangères du gouvernement Joseph Paul-Boncour (du 18 décembre 1932 au 28 janvier 1933)
- Ministre de l'Air du gouvernement Édouard Daladier (1) (du 31 janvier au 24 octobre 1933)
- Ministre de l'Air du gouvernement Albert Sarraut (1) (du 26 octobre 1933 au 24 novembre 1933)
- Ministre de l'Air du gouvernement Camille Chautemps (2) (du 26 novembre 1933 au 27 janvier 1934)
- Ministre de l'Air du gouvernement Édouard Daladier (2) (du 30 janvier au 7 février 1934)
- Ministre de l'Air du gouvernement Léon Blum (1) (du 4 juin 1936 au 21 juin 1937)
- Ministre de l'Air du gouvernement Camille Chautemps (3) (du 29 juin 1937 au 14 janvier 1938)
- Ministre du Commerce du gouvernement Camille Chautemps (4) (du 18 janvier au 10 mars 1938)
- Ministre du Commerce du gouvernement Léon Blum (2) (du 13 mars au 8 avril 1938)

## Autres mandats
- Député radical de la Savoie (1928-1942)
- Député (radical, puis républicain) de la Savoie (1945-1951)
- Député (républicain) du Rhône (1951-1958)
- Député (apparenté communiste) de Paris (1967-1968)
- Maire de Coise-Saint-Jean-Pied-Gauthier (Savoie) (1929-1971)
- Conseiller général du canton de Montmélian (Savoie) (1929-1940)[58]
- Conseiller général du canton de Chamoux-sur-Gelon (Savoie) (1954-1973)

## Ouvrages de Pierre Cot
- Pierre Cot, La responsabilité civile des fonctionnaires publics. Thèse pour le doctorat ès sciences politiques et économiques présentée et soutenue le 16 juin 1922, Grenoble, Saint-Bruno, 1922, 338 p.
- Pierre Cot, L'armée de l'air, Paris, Grasset, 1939, 253 p.
- Pierre Cot, Le procès de la République, New York, Éditions de la Maison Française, 2 tomes, 750 p., 1944.